# InnoDB
InnoDB es un motor de base de datos de código abierto para la base de datos MySQL, incluido como formato de tabla estándar en todas las distribuciones de MySQL AB a partir de las versiones 4.0.  Su característica principal es que soporta transacciones de tipo ACID y bloqueo de registros e integridad referencial. InnoDB ofrece una fiabilidad y consistencia muy superior a MyISAM (la anterior tecnología de tablas de MySQL), si bien el mejor rendimiento de uno u otro formato dependerá de la aplicación específica.
En octubre de 2005, Oracle Corp. adquirió a la finlandesa Innobase, compañía que desarrolla InnoDB.
MyISAM es la alternativa habitual a InnoDB a la hora de escoger la tecnología de almacenamiento de datos en MySQL. Estas son algunas de las diferencias entre los dos:
- InnoDB se recupera de un problema volviendo a ejecutar sus logs (registros del sistema), mientras que MyISAM necesita repasar todos los índices y tablas que hayan sido actualizados y reconstruirlos si esos cambios no han sido escritos en disco. El primer proceso requiere más o menos el mismo tiempo siempre, mientras que el segundo aumenta con el tamaño de la base de datos.
- MyISAM deja al sistema operativo la tarea de hacer la caché de las lecturas y escrituras de los registros, mientras que InnoDB realiza él mismo la tarea, combinando cachés de registro y de índice. InnoDB no envía directamente los cambios en las tablas al sistema operativo para que las escriba, lo que puede hacerlo mucho más rápido que MyISAM en ciertos escenarios.
- InnoDB almacena físicamente los registros en el orden de la clave primaria, mientras que MyISAM los guarda en el orden en que fueron añadidos. Cuando la clave primaria se escoge de acuerdo con las necesidades de las consultas más habituales esto puede suponer una mejora sustancial del rendimiento. Por otro lado, si los datos se insertan en un orden que difiera sustancialmente del orden de la clave primaria, se obliga a InnoDB a reordenar mucho los datos para mantenerlos en el orden adecuado.
- InnoDB no dispone de la compresión de datos de la que disfruta MyISAM, de modo que tanto el espacio en disco como la caché en la memoria RAM pueden ser más grandes. Este problema se ha reducido en MySQL 5.0, reduciéndolo en aproximadamente un 20 %.
- Cuando opera con transacciones ACID, InnoDB debe escribir en disco al menos una vez por cada transacción, aunque puede combinar las escrituras de varias inserciones concurrentes. Para los discos duros típicos, esto supone un límite de aproximadamente 200 transacciones por segundo, por lo que aumentarlas exige controladores de disco con caché de escritura y sistema de alimentación ininterrumpido para mantener la integridad. InnoDB ofrece diversos modos de funcionamiento que reducen este efecto, pero conllevan una pérdida de integridad transaccional. MyISAM no tiene ese problema porque no soporta transacciones.